# Plein aux as
Pour plus de détails, voir Fiche technique et Distribution.
Plein aux as est un film français réalisé par Jacques Houssin et sorti en 1933. C'est son premier film en tant que réalisateur, le scénario étant tiré d'une pièce d'André Mouëzy-Éon.

## Synopsis
Un cambrioleur prend le nom, la maison et le carnet de chèques de Monsieur Pardigon en son absence.

## Fiche technique
- Réalisation : Jacques Houssin
- Scénario : d'après une pièce d'André Mouëzy-Éon et Alexandre Fontanes[1]
- Photographie : Jean Isnard
- Musique : Georges van Parys
- Société de production : Équateur Film
- Format : Noir et blanc - Son mono - 1,37:1
- Genre : Comédie
- Durée : 100 minutes
- Date de sortie : 
  - France : 8 décembre 1933

## Distribution
- Félicien Tramel : Flipotte
- Romain Bouquet : René Pardigon
- Charlotte Clasis : Hermance
- Claude Marcy  : Madame Le Dattier
- Claude May
- Gaston Modot
- Paul Ollivier
- Germaine Lix